# Baltimore Gold Hoard

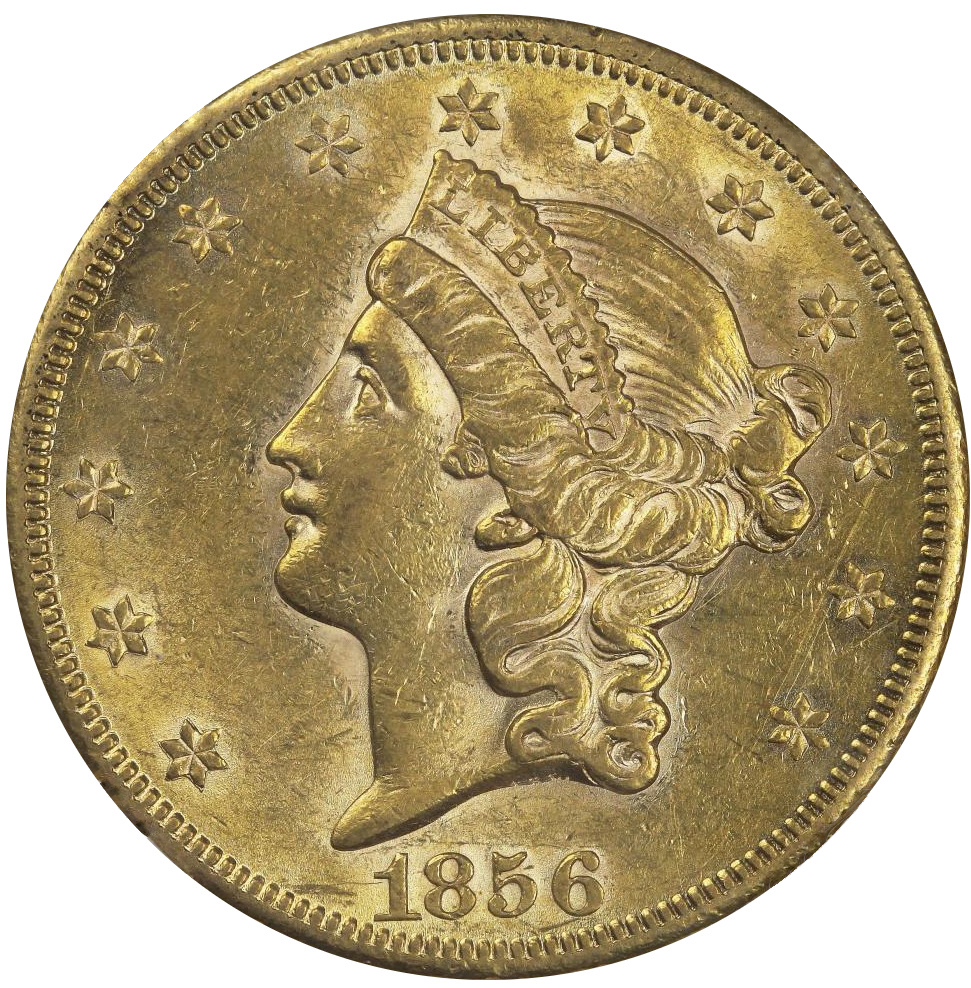
Una águila bicéfala de 1856-O, similar a la que se muestra aquí, fue la moneda más cara del tesoro y se vendió en una subasta por $ 105 (equivalente a $ en la actualidad).

El Baltimore gold hoard («tesoro de oro de Baltimore») fue un descubrimiento de monedas de oro en 1934 por dos adolescentes (Theodore Jones, de 16 años, y Henry Grob, de 15 años) en Baltimore, Maryland. Los dos niños descubrieron ollas de cobre que contenían 3558 monedas de oro mientras cavaban en la tierra de un sótano. Un año después, los dos niños descubrieron un segundo tesoro. El valor total de ambos atesoramientos fue de US$ 30 000 (equivalente a US$ 683284 en la actualidad).
Los muchachos no pudieron quedarse con el oro debido a la Ley de Reserva de Oro de 1934 que hizo ilegal la propiedad privada del oro. Posteriormente entregaron el oro a la policía. Después de que se reveló el descubrimiento, se produjo una batalla legal con aproximadamente una docena de demandantes. En 1935, los muchachos recibieron el oro, que se mantendría hasta que cumplieran 21 años. La decisión fue apelada y en 1937 los muchachos recibieron nuevamente el dinero que ascendió a $ 7000 cada uno (equivalente a $ 159433 en la actualidad) después de los costos judiciales y los honorarios de los abogados.
En 1935, mientras esperaban el fallo en su caso sobre su descubrimiento de oro de 1934, volvieron a cavar en el sótano y esta vez encontraron otro tesoro de oro por valor de $ 10 000 (equivalente a $ 227761 en la actualidad). Dividieron el segundo tesoro y se lo entregaron a sus madres. Los dos muchachos mantuvieron en secreto el segundo descubrimiento de oro hasta un robo en la casa de los Jones en 1935, cuando los periódicos informaron que había sido robado de un baúl cerrado con llave en la casa.

## Antecedentes
El 31 de agosto de 1934, Theodore Jones, de 16 años, y Henry Grob, de 15, estaban excavando en el sótano de una vivienda de Eden Street donde Jones y su madre residían en Baltimore, Maryland. Los dos muchachos habían formado un club y tenían la intención de crear un escondite para las cuotas que planeaban cobrar. Mientras cavaban, golpearon un objeto duro.

## Historia
En 1935 los dos muchachos decidieron cavar de nuevo en el sótano. Esta vez desenterraron otro tesoro de monedas de oro. El valor estimado del segundo tesoro fue de $ 10 000 (equivalente a $ 227761 en la actualidad). Los dos niños dividieron las monedas y entregaron sus acciones a sus madres. La madre de Grob vendió su parte por $ 3400. El valor total de los tesoros de 1934 y 1935 fue de $ 30 000 (equivalente a $ 683284 en la actualidad). En 1935 hubo un robo en la casa de Jones y se robaron las monedas y el dinero del segundo descubrimiento. Se sustrajeron $ 5000 en oro y $ 3100 en efectivo de un baúl en el segundo piso. El 2 de septiembre de 1935, una ventana del apartamento de Jones se abrió a la fuerza cerca de una escalera de incendios. La casa fue saqueada y se rompió la cerradura de un baúl. El padrastro de Henry Grob, Philip A. Rummel, afirmó que los ahorros de toda su vida estaban en el baúl junto con los $ 5000 en oro y $ 3100 en efectivo. Grob afirmó que le aconsejaron que se quedara con el oro del segundo descubrimiento y no dijera nada.

### Segundo descubrimiento

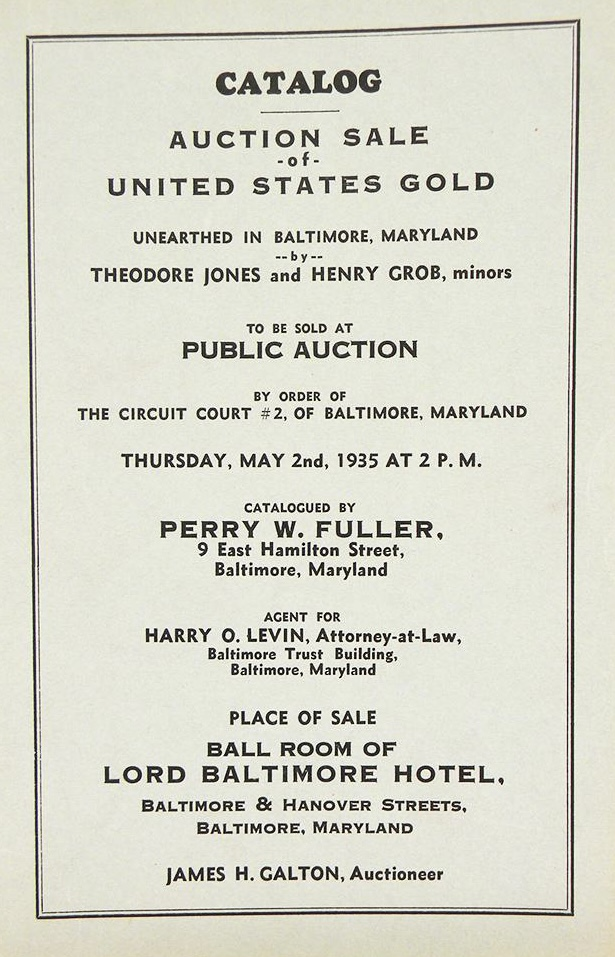
Portada del catálogo de la subasta del tesoro de oro de Baltimore (1935).

Jones y Grob encontraron 3558 monedas de oro en dos ollas de cobre en el sótano de la casa de Jones. El tesoro consistía en monedas de oro de $1, $2,50, $5, $10 y $20 de las décadas de 1830, 1840 y 1850. Los dos niños no tenían padres y recibían asistencia del gobierno. Debido a que el oro fue descubierto en 1934, la Ley del Oro de los EE. UU. de 1933 les exigió que entregaran el oro al gobierno de los EE. UU. El tesoro contenía 317 piezas de oro de $20, 81 de $10, 255 de $5, 65 de $2,50 y 2840 de $1. En 1934, los dos posaron para una foto con su descubrimiento y declararon que deseaban ayudar a sus madres con el dinero. Los dos muchachos ofrecieron a los dueños de la casa una cuarta parte del hallazgo, pero los dueños exigieron la mitad. Después de batallas legales, los tribunales dictaminaron que los propietarios no tenían derecho a ninguna parte del hallazgo.
Hubo una batalla judicial por el segundo tesoro de oro iniciada por los propietarios de la propiedad Elizabeth H. French y Mary P. B. Findlay. El juez Dennis escuchó el segundo caso y decidió que los niños tenían derecho al dinero del segundo descubrimiento porque «las condiciones que rodearon los dos hallazgos no eran lo suficientemente diferentes como para justificar la entrega del segundo a los propietarios».

## Disposición legal
Cuando se supo la noticia sobre el tesoro, aproximadamente una decena de personas reclamaron el oro. Hubo numerosos procedimientos legales con las otras partes alegando que el oro era suyo. El juez O'Dunne escuchó el caso y desestimó a todos los demandantes excepto a los niños. En 1935, las monedas se vendieron en una subasta por un total de 20 000 dólares. Las monedas fueron subastadas por el comerciante de Baltimore Harry W. Fuller y los coleccionistas pagaron más que el valor nominal de las monedas. Los dos niños asistieron a la subasta y se sentaron en la última fila.
Se apeló la decisión de 1935 que otorgaba las monedas a los dos niños y el caso no se resolvió hasta 1937. Cada uno de los dos niños recibió $ 10 000 ($ 7000 después de los costos judiciales y los honorarios de abogados) (equivalente a $ 159433 en la actualidad) que estaría disponible para ellos cuando cumplieran 21 años. Henry Grob nunca recolectó su parte del hallazgo porque murió en 1937. Grob había estado trabajando en una empacadora por 16 dólares a la semana y murió de neumonía el 25 de agosto de 1937. Grob había sido ingresado en el Hospital General de South Baltimore y después de su muerte se planeó un funeral en la casa de su hermana. El litigio por la posesión del oro estaba en curso en el momento de su muerte.

## Lectura adicional
- Augsburger, Leonard (2008). Treasure in the Cellar: A Tale of Gold in Depression-Era Baltimore. Sociedad Histórica de Maryland.
- Myers, Jack (2016). Knights' Gold. CreateSpace Independent Publishing.

- Datos: Q104853108